# Pascal Henrard
Pour les articles homonymes, voir Henrard.
 (novembre 2019).
Pascal Henrard, né à Bruxelles le 8 avril 1963, est écrivain, scénariste, concepteur, publicitaire, blogueur, chroniqueur et scénariste québécois. Il vit à Montréal, dans le Mile End, depuis 1988.

## Biographie
Fils de Camille Henrard, directeur commercial, et de Noëlle Duplay, artiste céramiste, Pascal Henrard a grandi à Anderlecht. Il a fait ses études au Collège Saint-Pierre à Uccle. Diplômé du College of Advertising & Design, il commence sa carrière chez Lowe Troost à Bruxelles avant de faire son service militaire au régiment Para-Commando de l'armée belge. C'est le frère de la comédienne Camille Henrard et le cousin de la scénographe et designer française Emmanuelle Duplay.
En 1988, Ghislaine Fallu, présidente cofondatrice de l'agence de publicité TAM-TAM, l'engage et le fait venir à Montréal. Après avoir travaillé une vingtaine d’années pour les grandes agences de publicité canadiennes comme concepteur-rédacteur et directeur de la création, Pascal Henrard a pris le poste de chef de la création et de l'image de marque de ARTV de 2007 à 2010. En septembre 2010, il quitte ARTV pour devenir créateur de contenus indépendant. En juin 2014, avec Patrick Pierra, il fonde Esprit de Marque, un studio de stratégie et de création de marketing de contenu. En 2016, il devient associé, vice-président contenu et création de 37e AVENUE. En 2018, il fonde Henrard.com, un studio de création de contenus multiplateformes. Il donne aussi des formations en rédaction et stratégies éditoriales.
Parallèlement à sa carrière de publicitaire, il a été coauteur du Fric Show, une émission de variétés engagées animée par Marc Labrèche et diffusée sur les ondes de Radio-Canada. Il est l’auteur de plusieurs livres. Il a également écrit plus de 700 chroniques d’humeur sur Branchez-vous.com avant la fermeture en mai 2012 du site racheté par Rogers et de nombreux billets impressionnistes pour le magazine Urbania et le Huffington Post. 
Il a scénarisé plusieurs séries documentaire dont 30 secondes pour changer le monde, réalisée par Sophie Lambert et produite par Infopresse, Hackers, réalisée par Bachir Bensaddek, Les Allumés du pont Jacques-Cartier, produit par Zone 3 et I.A.: être ou ne pas être réalisée par Vali Fugulin et animée par Matthieu Dugal.
Très impliqué dans les échanges entre la Belgique et le Québec, il a été président du Cercle d'Affaires Belgique-Québec (chambre de commerce belgo-québécoise) de 2016 à 2019. Il a également siégé sur plusieurs conseils d'administration.
En 2019, il crée le personnage du général Van Koekelbrol pour qui il a réécrit en brusseleir le rôle du général Irrigua dans la pièce Un fil à la patte de Feydeau jouée lors de 5 représentations au profit du Théâtre l'Instant, une troupe belgo-québécoise, au Centre culturel Art-Neuf, à Montréal.

### Roman
- Le carnet Vert, Recto-Verso (Québecor Média), 2017[5]

### Récits et portraits
- De la lumière et des ampoules, 9054-2853 Québec inc, 2003
- Cabine C, Productions Occhi Neri, 2008, sous la direction de Christiane Charette et Jean-Sébastien Ouellet.
- Pièces à Conviction (photos de Stéphane Najman), 2014, Éditions Cayenne

### Bande dessinée
- Le sarment d'une vie, dessins et couleurs Jean Harambat, Éditions de la Riberette, 2017[6]

### Humour
- Le Petit Lexique du Fric Show, Hurtubise HMH, 2006[7]
- Le Petit Guide pour survivre à l'hiver, Marcel-Didier, 2011
- Le Petit Guide pour survivre à la famille, Marcel-Didier, 2011

### Littérature jeunesse
- Princesse Blabla, Isatis, 2006[8]
- Prince Dodo, Isatis, 2007
- Princesse Soussou, Isatis, 2008
- Prince Bling Bling, Isatis, 2009
- Madame Coquelicot, Phoenix, 2013[9]
- Malédictions au manoir (collectif), Dominique et compagnie, 2014

Les JJ's tomes 1 à 6 : 
- Le journal de Justine et Juliette, Hurtubise, 2009
- Sushis, baguettes et kimonos, Hurtubise, 2009
- Copines, valises et crème solaire,  Hurtubise, 2010
- Tom est somnambule, Hurtubise, 2010
- Les colères de Mademoiselle Merveille, Hurtubise, 2010
- La mère Noëlle, Hurtubise, 2010

Auguste 2 tomes : 
- Auguste fait de la construction, Hurtubise, 2011
- Auguste conduit un camion, Hurtubise, 2011

- Les Sports, Québec-Amérique, 2021

### Contes
- Un dessin à la fenêtre, conte déambulatoire dans le Mile End, une idée de Patsy Van Roost, la Fée du Mile-End, 2014[11]

### Théâtre
- Le mot de la fin, Théâtre tout court, 2011 (texte et mise en scène)
- Beaucoup de bruit pour rien de William Shakespeare, 2022 (adaptation)

### Autres
- Dictionnaire de la révolte étudiante (Collectif), 2012, Éditions Tête Première
- Des nouvelles du père (Collectif), 2014, Québec-Amérique[12]
- Guide du marketing de contenu (coauteur), 2015, Éditions Infopresse

## Télévision
- 2006-2007 : Fric Show : ICI Radio-Canada Télé  (coscénariste)
- 2013 : 30 secondes pour changer le monde : Télé-Québec (scénariste)
- 2016 : Hackers : ici Explora (scénariste)
- 2017 : Les Allumés du Pont Jacques-Cartier : TV1 (Canada) (scénariste)
- 2019 : Kebec : Télé-Québec (scénariste)
- 2020 :  Expédition Kayak : Unis (scénariste et recherche)
- 2022 : IA: être ou ne pas être : Ici Radio-Canada Télé (Scénariste)